# Pałac w Grodźcu (woj. dolnośląskie)
Pałac w Grodźcu – pałac z XVIII w. we wsi Grodziec (województwo dolnośląskie), w powiecie złotoryjskim, wpisany do rejestru zabytków nieruchomych województwa dolnośląskiego.
Położony w południowej części Pogórza Bolesławieckiego, na granicy z Rowem Zbylutowskim.

## Historia
Zabytkowy pałac w Grodźcu został wzniesiony w latach 1718-1727. Budowę rozpoczął hrabia Johannes von Frankerberg, a zakończył jego syn Otto, który popadł w kłopoty finansowe i wkrótce pozbył się posiadłości. W latach 1810–1815 w pałacu prowadzono prace budowlane, kiedy to rozebrano mur kurtynowy, tworzący dziedziniec i zbudowano od frontu podjazd z arkadami. W 1899 pałac nabył baron Wilibald von Dirksen, tajnym radcą w berlińskim  MSZ. 

Po 1945 roku pałac był użytkowany przez PGR jako hotel robotniczy, następnie należał do kilku innych instytucji. W latach 1985–1986 przeprowadzono remont stropu nad salą balową, a w 2002 roku rozpoczęto kompleksowy remont budynku.

## Architektura
Pałac w Grodźcu jest dwu i trzykondygnacyjną budowlą, wzniesioną z kamienia łamanego i cegły na planie podkowy. Budynek mieści około 60 pokoi i nakryty jest dachami mansardowymi z lukarnami. Fasada pałacu ma trzynaście osi i płytki ryzalit z pięcioma osiami środkowymi. Wejście prowadzi przez portal flankowany dwiema kolumnami zwieńczony kartuszem z herbem von Dirksen. Powyżej balkon z kamienną balustradą.
Obiekt jest częścią zespołu pałacowego, w skład którego wchodzą jeszcze: park, i aleja lipowa z XVIII w.

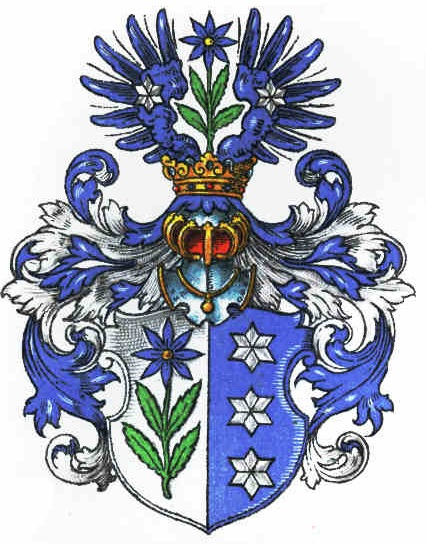
Herb von Dirksen